# Turkcell
Turkcell İletişim Hizmetleri A.Ş, es un operador de telecomunicaciones de Turquía que presta los servicios de telefonía (fija y móvil), internet (fijo y móvil) y televisión. Con más de 34 millones de líneas contratadas, se trata de la mayor operadora de Turquía y la tercera más grande de Europa.

## Historia
Fue fundada en 1994 como el primer operador de telefonía móvil de Turquía, con capital del grupo finlandés Sonera. Al desarrollar cobertura en las grandes ciudades se impuso sobre su rival Telsim (actual Vodafone Turquía) en número de líneas. En 2014 su cuota de mercado era del 52%, frente al 28% de Vodafone y el 18% de Avea.
El máximo accionista de Turkcell es el operador sueco Telia Company al 51%, seguido por el consorcio ruso Altimo (13%) y el grupo Çukurova. El resto de los títulos pertenecen a accionistas minoritarios. Además de cotizar en la Bolsa de Estambul (IMKB), en 2000 se convirtió en la primera empresa turca que cotiza en la Bolsa de Nueva York.
La cobertura de Turkcell asciende al 100% de las poblaciones turcas con más de 3.000 habitantes y al 97% de la población total, lo que significa un 80% del territorio nacional. Además tiene una subdelegación en la República Turca del Norte de Chipre (Kuzey Kibris Turkcell) y gestiona acuerdos para servicios GSM con 605 operadores de más de 200 países.
Turkcell se ha distinguido por patrocinar eventos deportivos populares. Es el patrocinador oficial de la selección de fútbol y baloncesto de Turquía, y da su nombre a la Superliga nacional de fútbol.